# Terry Taylor
Terry Taylor, född 23 september 1999 i Bowling Green i Kentucky, är en amerikansk professionell basketspelare (PF/SF) som spelar för Sacramento Kings i National Basketball Association (NBA). Han har tidigare spelat i Indiana Pacers och Chicago Bulls.
Taylor blev aldrig NBA-draftad.
Innan Terry blev proffs studerade han vid Austin Peay State University och spelade för deras idrottsförening Austin Peay Governors.